# Euphorbia lydenburgensis
Euphorbia lydenburgensis là một loài thực vật có hoa trong họ Đại kích. Loài này được Schweick. & Letty mô tả khoa học đầu tiên năm 1933.

## Hình ảnh

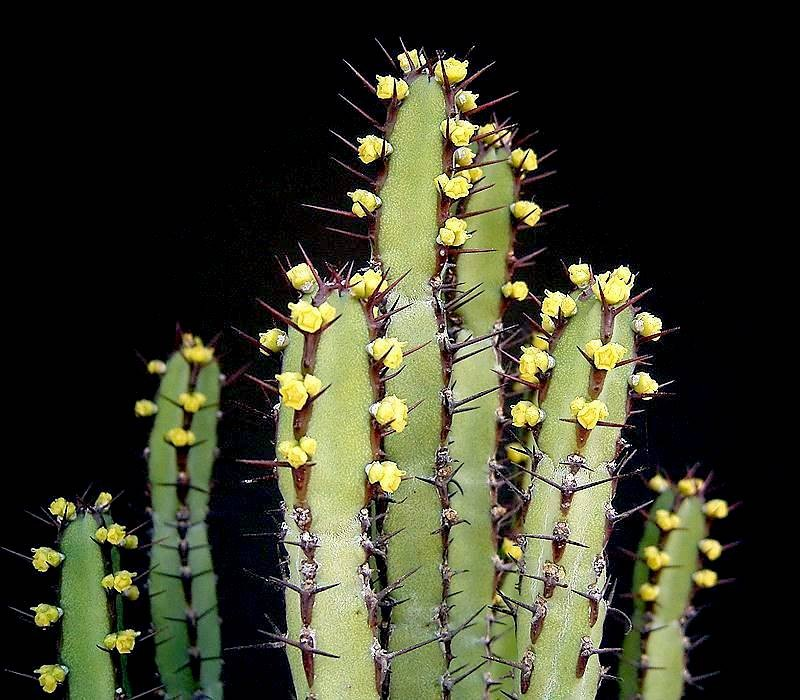
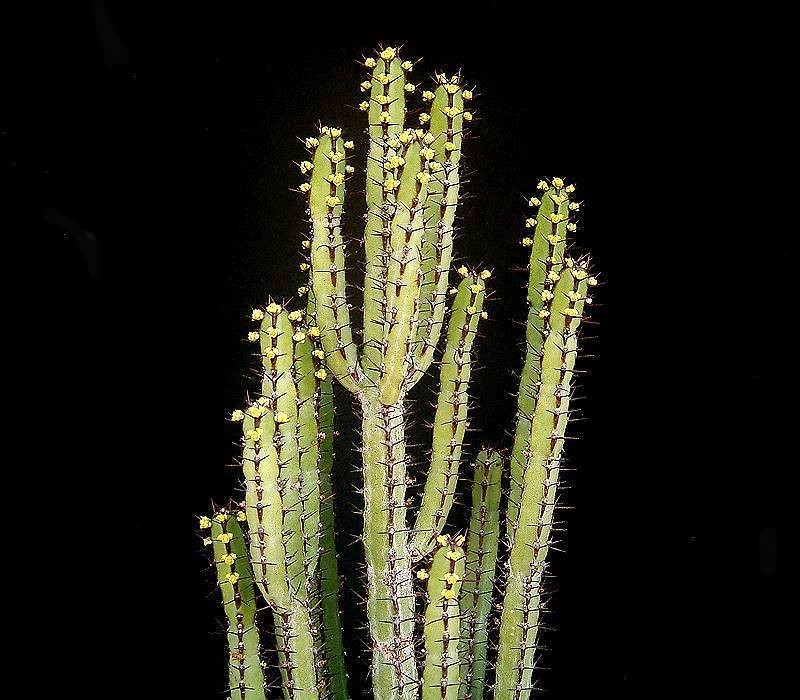
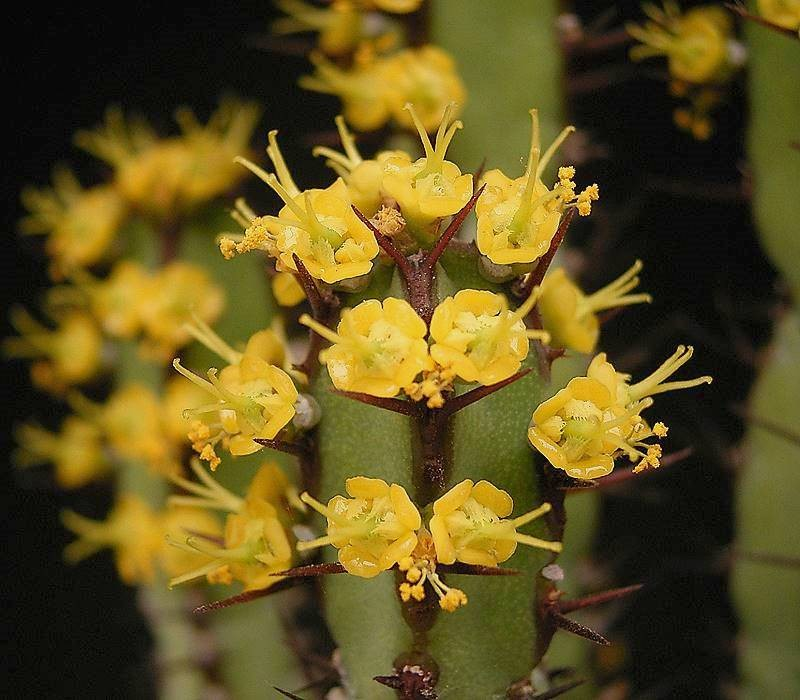
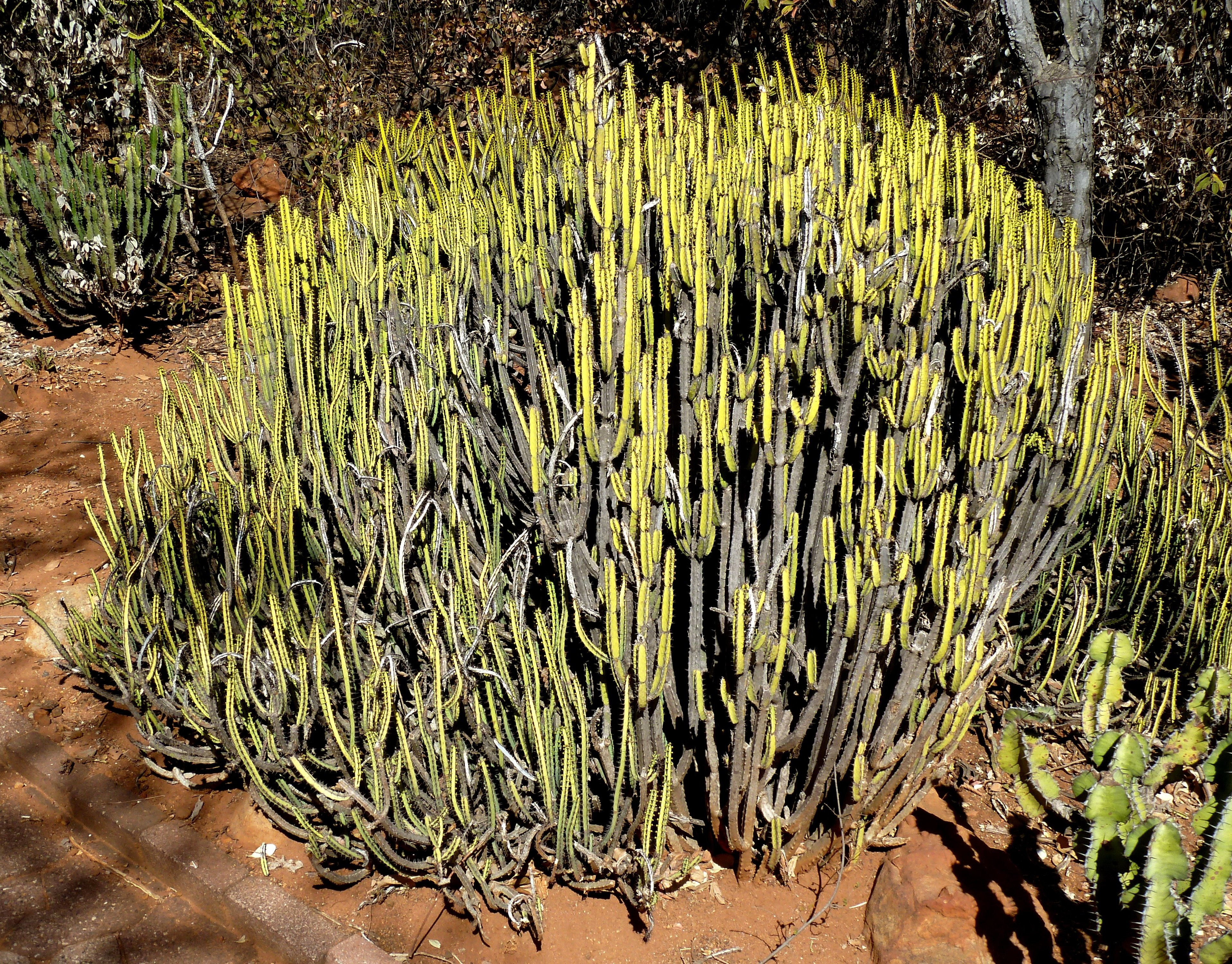